# Рахкамо, Сусанна
Сусанна Рахкамо (фин. Susanna Rahkamo; 25 февраля, 1965, Хельсинки, Финляндия) — финская фигуристка, чемпионка Европы 1995 в спортивных танцах на льду. Выступала в дуэте с Петри Кокко, за которого впоследствии вышла замуж.
В 1995 пара Рахкамо — Кокко выиграла золотую медаль на чемпионате Европы и серебряную на чемпионате мира. Пара дважды участвовала в зимних Олимпийских играх (1992 и 1994).
Они являются авторами танца «финнстеп», который в 2008 году вошёл в число обязательных танцев, и в сезоне 2008—2009 исполнялся в этом качестве на чемпионатах Европы, четырёх континентов и мира.
В 2004 году  была выбрана президентом Финской Ассоциации Фигурного катания.
В настоящее время работает бизнес-консультантом.

## Спортивные достижения
(с П.Кокко)
| Соревнования               | 1985—86 | 1986—87 | 1987—88 | 1988—89 | 1989—90 | 1990—91 | 1991—92 | 1992—93 | 1993—94 | 1994—95 |
| -------------------------- | ------- | ------- | ------- | ------- | ------- | ------- | ------- | ------- | ------- | ------- |
| Зимние Олимпийские игры    |         |         |         |         |         |         | 6       |         | 4       |         |
| Чемпионаты мира            |         | 20      | 20      | 13      | 6       | 7       | 5       | 4       | 3       | 2       |
| Чемпионаты Европы          | 18      | 18      | 15      | 12      | 7       | 8       | 6       | 3       | 4       | 1       |
| Skate America              |         |         |         |         |         |         | 2       |         |         |         |
| Skate Canada International |         |         |         |         |         |         |         | 1       |         |         |
| Trophee Lalique            |         |         |         |         | 3       |         |         |         |         |         |

## Семья
- Отец — Кари Рахкамо (р. 1933), мэр Хельсинки в 1991—1996
- Мать — Аули Тойвонен, стоматолог
- Муж — Петри Кокко, фигурист, в настоящее время региональный менеджер Google Finland
- Сын — Макс (Max) (р. 2001)
- Дочь — Камила (Camila) (р. 2003)